# روبرت إل. وليامز
روبرت إل. وليامز (بالإنجليزية: Robert L. Williams)‏ هو محامي وقاضي أمريكي، ولد في 20 ديسمبر 1868 في برونديدج في الولايات المتحدة، وتوفي في 10 أبريل 1948 في ديورانت في الولايات المتحدة.